# Against
Against är ett album av det brasilianska thrash metal-bandet Sepultura, släppt 1998 på Roadrunner Records.

## Låtlista
1. "Against" - 1:56
2. "Choke" - 3:38
3. "Rumors" - 3:06
4. "Old Earth" - 4:30
5. "Floaters in Mud" - 5:00
6. "Boycott" - 3:12
7. "Tribus" - 1:40
8. "Common Bonds" - 3:00
9. "F.O.E." - 2:10
10. "Reza" - 2:18
11. "Unconscious" - 3:39
12. "Kamaitachi" - 3:05
13. "Drowned Out" - 1:30
14. "Hatred Aside" - 5:15
15. "T3rcermillennium" - 3:55